# Gustave Poussineau
Gustave Poussineau est un homme politique français né le 3 novembre 1857 à Tours (Indre-et-Loire) et décédé le 17 octobre 1936 à Dinard (Ille-et-Vilaine).
Officier de Cavalerie, il est député d'Ille-et-Vilaine de 1919 à 1928, siégeant à droite, au groupe de l'Entente républicaine démocratique. 

## Sources
- « Gustave Poussineau », dans le Dictionnaire des parlementaires français (1889-1940), sous la direction de Jean Jolly, PUF, 1960 [détail de l’édition]
- Ressources relatives à la vie publique :   - base Léonore
  - Base Sycomore
- Ressource relative à la recherche :   - La France savante